# ماکس اشملینگ
ماکس اشملینگ ؛ (۲۸ سپتامبر ۱۹۰۵ – ۲ فوریهٔ ۲۰۰۵) یک بوکسور اهل آلمان بود.